# Golobok
Golobok (en serbe cyrillique : Голобок) est une localité de Serbie située dans la municipalité de Smederevska Palanka, district de Podunavlje. Au recensement de 2011, elle comptait 1 988 habitants.
Golobok est officiellement classé parmi les villages de Serbie.

## Géographie
Golobok est situé à 12 km au nord de Smederevska Palanka. Le territoire du village est traversé par de petits ruisseaux comme l'Udujevac et la Žužalica.

## Histoire
Sur le territoire du village, au hameau de Vionica, ont été découverts des vestiges datant de l'époque romaine, notamment des bijoux, des pièces de monnaie, et, sur le mont Vranovac, des bagues en or et en argent, ainsi que des pièces de monnaie. À l'emplacement de l'actuel Golobok ont été mis au jour les restes romains d'un système d'alimentation en eau et ceux d'une route reliant les vallées de la Morava et de la Jasenica aux monts Rudnik ; elle fut sans doute à l'époque le moyen le plus court pour relier les mines du Rudnik à Viminacium (aujourd'hui Kostolac), la capitale de la province de Mésie à l'époque de l'empereur Septime Sévère.
Golobok, sous son nom actuel, est cité pour la première fois en 1788, au temps de la révolte de la Krajina de Koča. Au lendemain du second soulèvement serbe contre les Ottomans, en 1818, le village comptait 39 foyers ; il en comptait 44 en 1822, 86 en 1846, 162 en 1863 et 336 en 1895. Il comptait 3 080 habitants en 1910 et 2 815 en 1927, la baisse de la population s'expliquant par les pertes en vie humaines liées aux Guerres des Balkans et à la Première Guerre mondiale. 
La première école primaire de Golobok a ouvert ses portes en 1865.

## Démographie

### Évolution historique de la population
| 1948  | 1953  | 1961  | 1971  | 1981  | 1991  | 2002  | 2011  |
| ----- | ----- | ----- | ----- | ----- | ----- | ----- | ----- |
| 3 443 | 3 541 | 3 404 | 3 160 | 2 972 | 2 714 | 2 396 | 1 988 |

|  |